# Yelena Slesarenko
Yelena Vladimirovna Slesarenko (em russo:  Елена Владимировна Слесаренко) (Volgogrado, 28 de fevereiro de 1982) é uma atleta do salto em altura russa, campeã olímpica da modalidade em Atenas 2004.